# Wat Tha Sutthawat

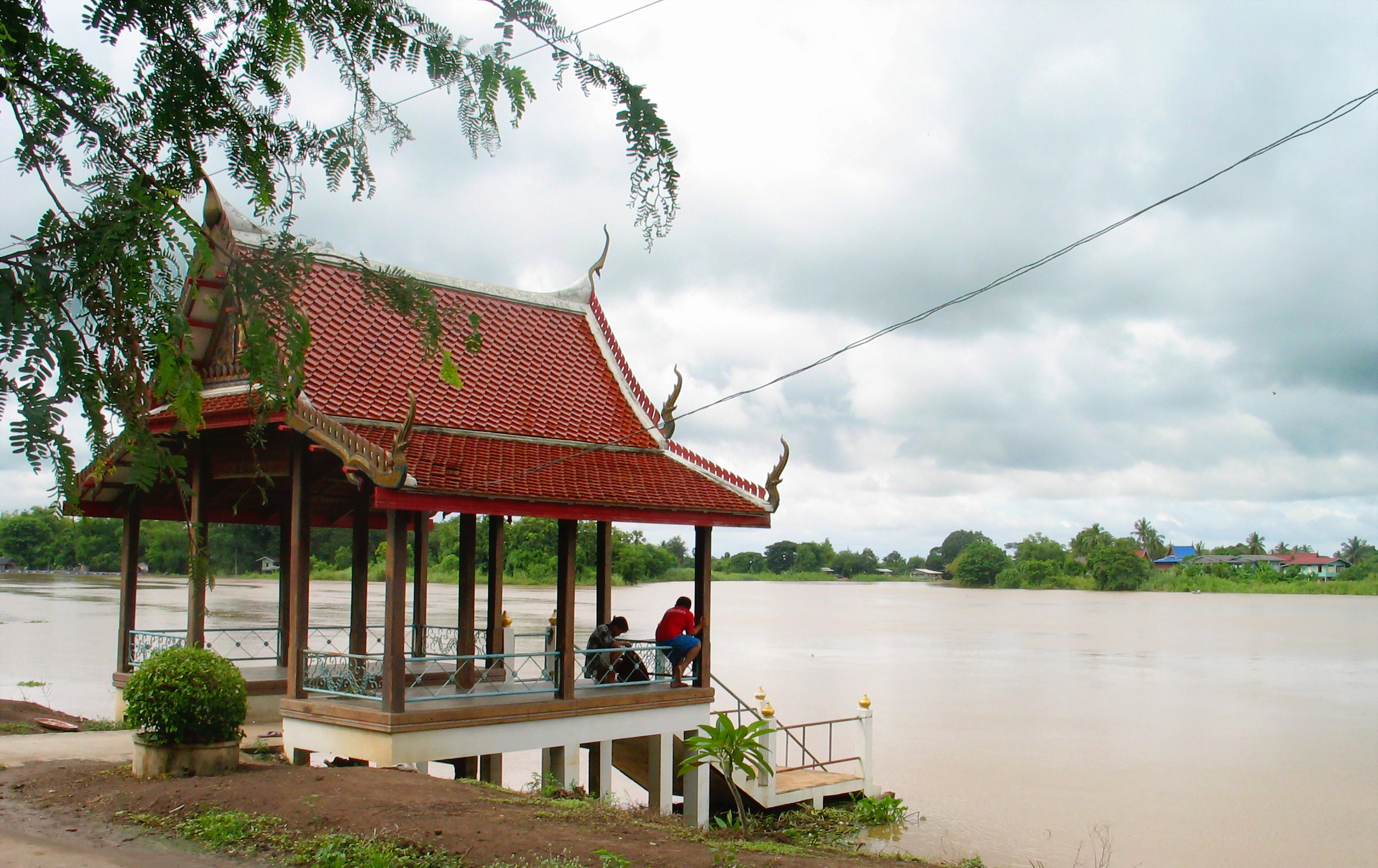
Blick nach Westen über den Chao Phraya

Wat Tha Sutthawat (Thai: วัดท่าสุทธาวาส) ist ein buddhistischer Tempel (Wat) in der Provinz Ang Thong in Zentralthailand. 
Der Tempel stammt aus der frühen Ayutthaya-Periode. Gesponsert durch Prinzessin Maha Chakri Sirindhorn wurden hier in den letzten Jahren ein Pavillon in einem Teich und eine Chedi gebaut. Ebenso wurden von ihr die modernen Wandmalereien im Ubosot in Auftrag gegeben.

## Lage
Wat Tha Sutthawat liegt im Süden des Landkreises Pa Mok, etwa 16 km südlich der Provinzhauptstadt Ang Thong, direkt am östlichen Ufer des Mae Nam Chao Phraya (Chao-Phraya-Fluss).

## Sehenswürdigkeiten
- Der Ubosot wurde im Auftrag von Prinzessin Maha Chakri Sirindhorn renoviert. Die etwa drei Meter hohen Eingangstüren sind mit Schwarzgoldlack-Malerei (Lai Rot Nam) bedeckt: ganz unten wird das Symbol der Chakri-Dynastie auf einem weißen Elefanten getragen, in der Mitte befindet sich das Symbol der Prinzessin, das obere Drittel zeigt einen meditierenden Buddha, der von einer siebenköpfigen Naga beschützt wird. Die Innenwände sind mit Wandmalereien im traditionellen Stil bedeckt: 
  - Hinter der Buddha-Statue ist eine Darstellung des Berges Meru mit dem Himaphan-Wald an seinen Hängen zu sehen.
  - Auf der Ost-Wand ist die Szene dargestellt, wie der meditierende Siddhartha von Mara bedrängt wird. Die Erdgöttin Mae Thorani kommt dem Buddha zur Hilfe, indem sie Wasser aus ihren Haaren wringt, in dem die Truppen des Mara ertrinken.
  - Die Nordwand ist mit Szenen des täglichen Lebens an den Tempeln der Provinz Ang Thong bedeckt.
  - Auf der Südwand ist die Maha-Janaka-Jataka dargestellt.
- Zu Ehren der Prinzessin wurde 2006 ein kleiner Pavillon in einem Teich neu errichtet.
- Eine Chedi neben dem Ubosot wurde von der Prinzessin gesponsert. Sie soll Antiquitäten und Bildnisse der Könige Naresuan und Ekathotsarot beherbergen.

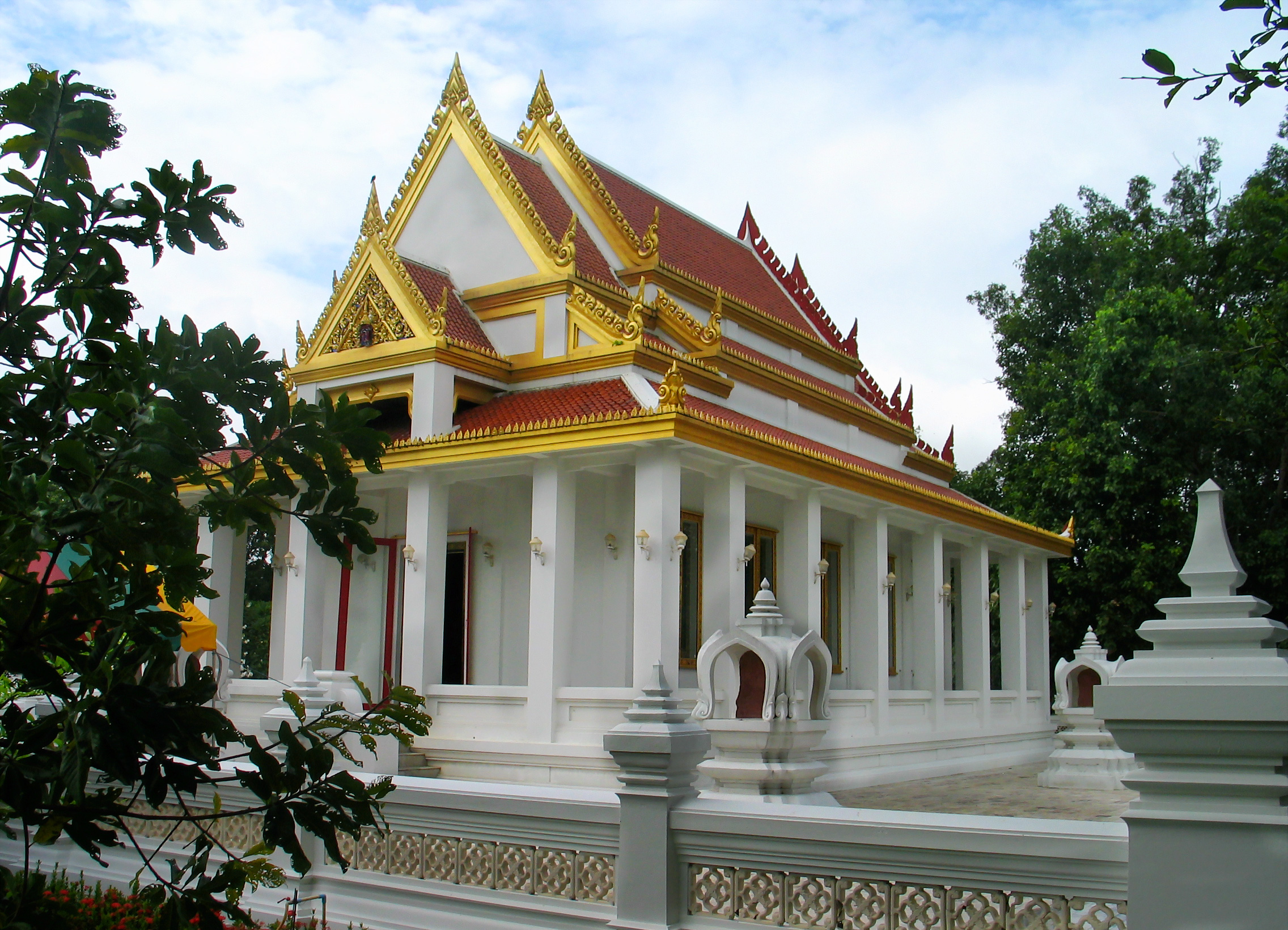
Der renovierte Ubosot
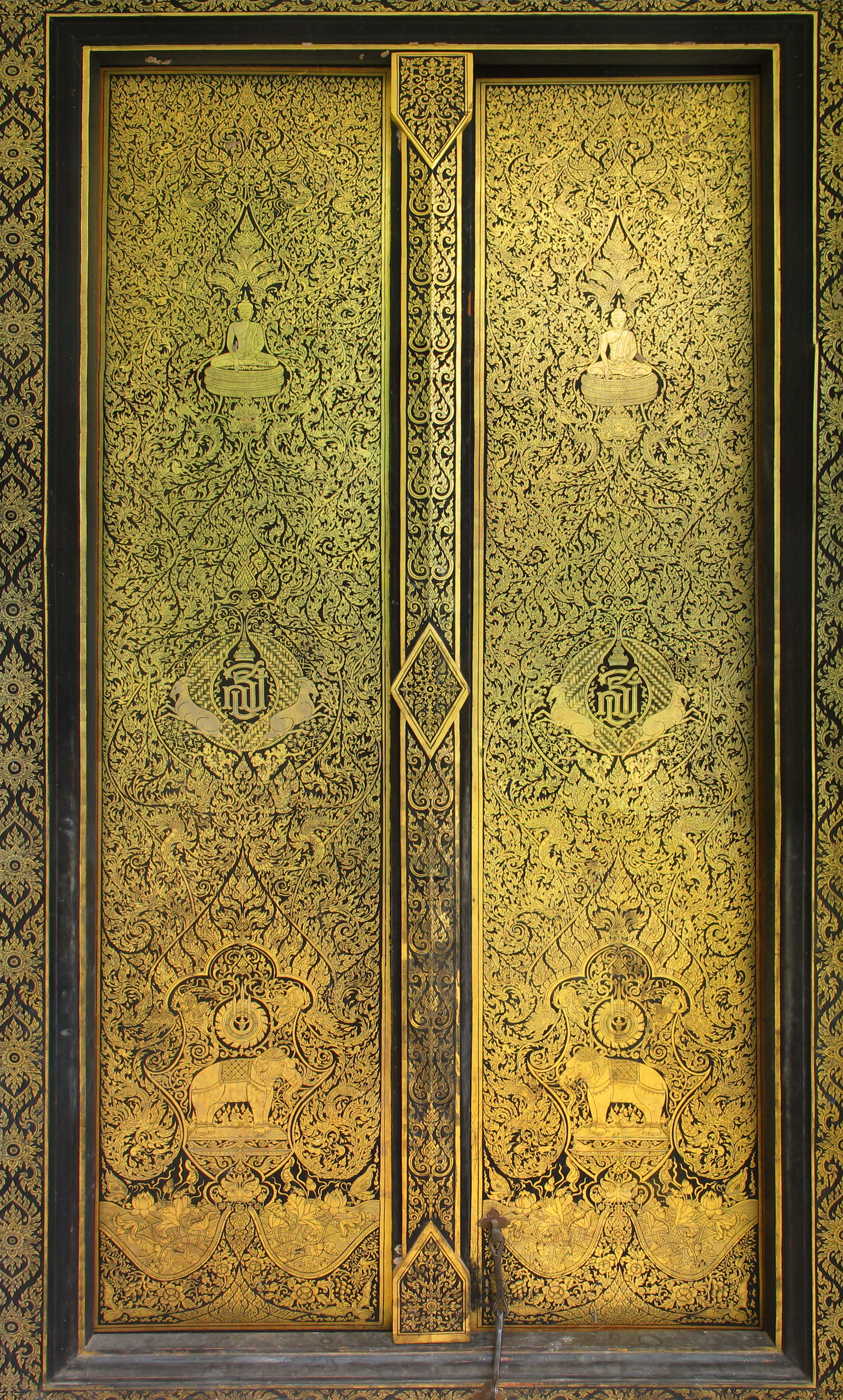
Eingangstür zum Ubosot
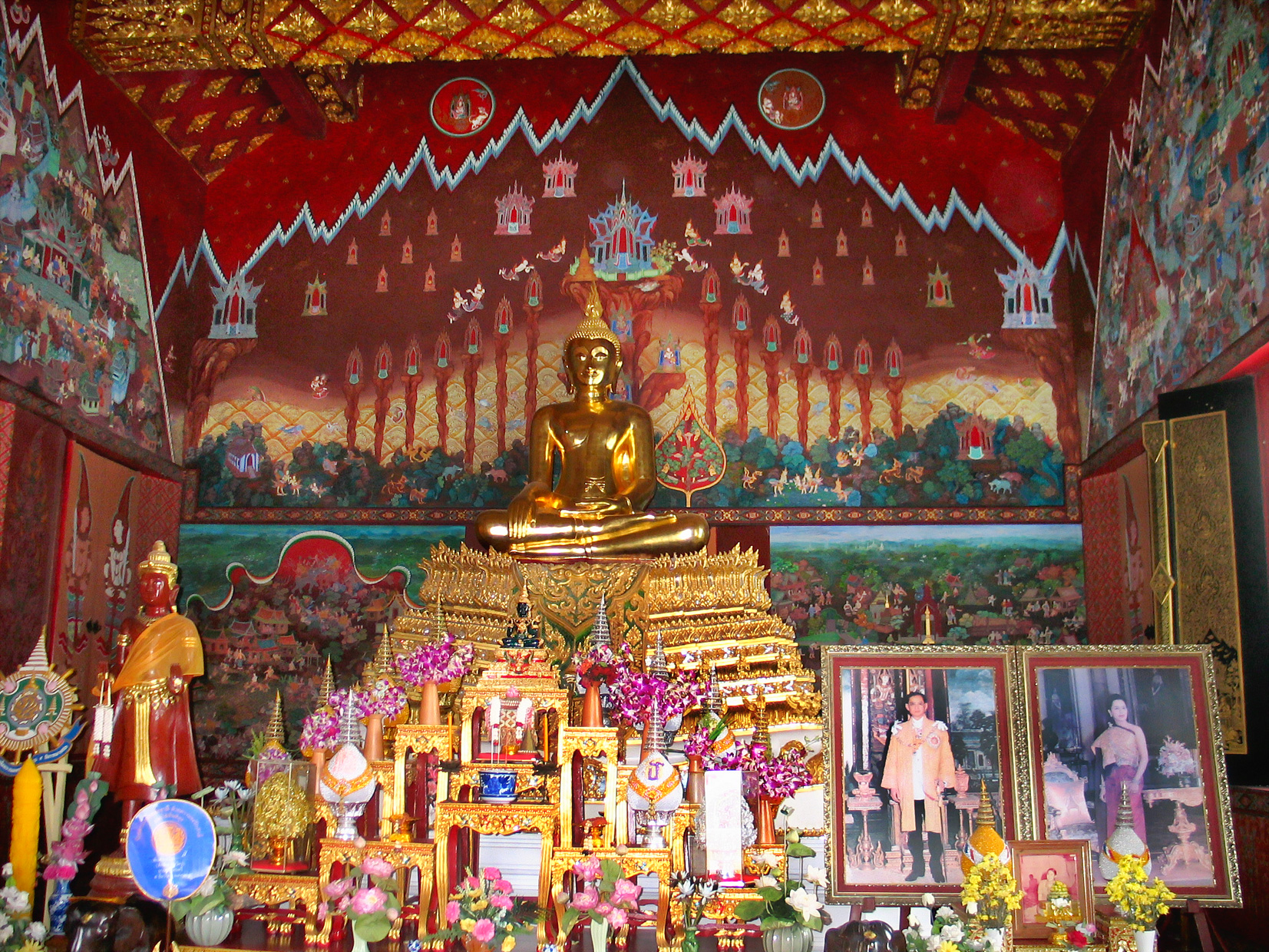
Buddha-Statue im Ubosot
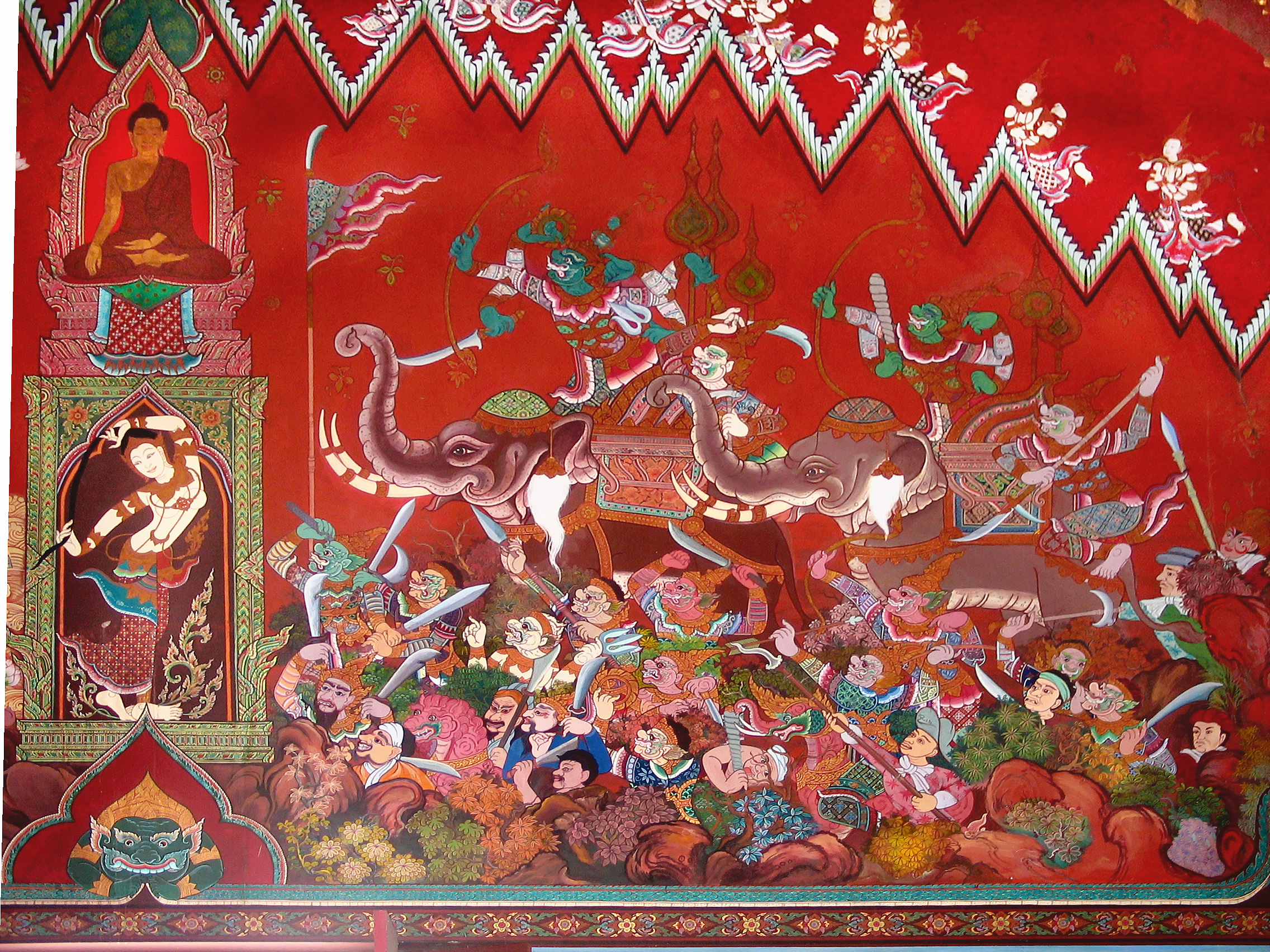
Wandmalerei im Ubosot